# بروطيا فلفيتشية
بروطيا فلفيتشي (الاسم العلمي: Protea welwitschii) هو نوع من النباتات يتبع جنس البروطيا من الفصيلة البروطية.